# リトルペンギン (アニメ)
リトルペンギン（The Paz Show）は、メアリー・マーフィー作の絵本シリーズ。または、それを原作としたテレビアニメ。
テレビアニメは、2003年2月24日から2006年までアメリカ合衆国のディスカバリー・キッズとTLCで放送された。日本では2004年4月5日から2007年1月21日までNHK教育で放送された。初回はあつまれ!わんパークの中で放送され、2005年8月より独立番組として放送された（ミニアニメを参照）。後にディズニーチャンネルのプレイハウスディズニー枠でも再放送された。
この作品は、主人公のリトルとその家族の暖かな生活、ゆかいな仲間たちの日常を描いた物語である。

## キャラクター
リトル
声 - 小森創介、英 - ティム・ラガッセ
本作の主人公
ママ
声 - ?、英 - レベッカ・ナーガン
リトルのママ
おじいちゃん
声 - ?、英 - アントン・ロジャース
リトルのおじいさん
ピギー
声 - ?、英 - マーゴット・カロニー
リトルの友達の子ぶた。
ビット
声 - ?、英 - シャーロット・ベラミー
リトルの友達のウサギ。
バウ
声 - ?、英 - リアム・マクマホン
リトルの友達の子犬。
- その他の声優 - 林真理花[1]、高島雅羅[1]

## DVD・ビデオ
NHKエンタープライズから発売。
| タイトル           | 収録内容 | 発売日        | 型番                            |
| ------------------ | --- | ------------- | ------------------------------- |
| ペンギンのともだち | - おおきくなりたい - たこをあげよう - あかいキックスケーター - ちいさなコンサート - さむいのだいすき - あたらしいシーソー - ママはけんちくか - なんのおと？ - ゆきのひの ついせき - ははのひ - ハロウィーン・パーティー            | 2004年8月27日 | NSVA-7884 (VHS) NSDS-7888 (DVD) |
| たからさがし       | - たからさがし - ふたりのすきなもの - かいすいよく - きょうりゅうのたまご - ピギーのダンス・レッスン - まほうのほうせき - うまとびはたのしいな - サーカスでだいかつやく - リトルはママ - れっしゃにのって - ひとりぼっちのぼうけん | 2004年8月27日 | NSVA-7883 (VHS) NSDS-7889 (DVD) |
| おおきくなりたい   | - ペンギンのともだち - みんなのおしばい - しまでだいはっけん - ねむくなんかないもん - みんなとちがう？ - ビットのおとまり - ほしそらのたんけんか - クモをつかまえろ - あそびのルール - かなしいできごと                            | 2004年8月27日 | NSVA-7882 (VHS) NSDS-7890 (DVD) |
| いちばんたのしいひ | - いちばんたのしいひ - つきのはんぶんはどこ？ - ひゃくまんかぞえよう - めがねはどこ - こえがなくなった - リトルのにんぎょうげき - はこであそぼう - ピギーとカップケーキ - くもったひ - たまごさがし                                | 2004年8月27日 | NSVA-7885 (VHS) NSDS-7891 (DVD) |
| きぶんはなにいろ?  | - たんじょうび - さいこうのプレゼント - げんきになってママ - おじいちゃんのぼうけん - おうちはどっち? - きぶんはなにいろ? - おじいちゃんのほん - バレンタインデー - ちきゅうぎみつけた - はるがやってきた                          | 2004年8月27日 | NSVA-7886 (VHS) NSDS-7892 (DVD) |

## スタッフ
- 原作 - メアリー・マーフィー
- 制作 - EGMONTIMAGINATION、KING ROLLO FILMS & DISCOVERY KIDS[1]
- 翻訳 - 野尻哲子[1]
- 演出 - 中村烈[1]
- 日本語版制作：国際メディア・コーポレーション、テレシス[1]
- 日本語版配給：国際メディア・コーポレーション[1]

## 絵本
以下の日本語版絵本はフレーベル館が出版、三原泉が翻訳をしている。
- 『マーフィペンギンのえほん できるかな?』（発売日:2001年3月1日、ISBN:4577021994）
- 『マーフィペンギンのえほん なんになろうかな』（発売日:2001年3月1日、ISBN:4577021978、）
- 『マーフィペンギンのえほん なんでもつくれるよ』（発売日:2001年12月1日、ISBN::457702196X）
- 『マーフィペンギンのえほん やってみよう』（発売日：2001年4月1日、ISBN:9784577021989）
- 『リトルペンギン どうなるの？』（発売日:2004年3月1日、ISBN:4577028514）
- 『リトルペンギン やってごらん！』（発売日:2004年3月1日、ISBN:4577028522）
- 『リトルペンギン なんでもできるよ』（発売日:2004年3月1日、ISBN:4577028492）
- 『リトルペンギン なんにでもなれるよ』（発売日:2004年3月1日、ISBN:4577028506）
- 『リトルペンギン いろいろわかるよ』（発売日:2004年6月1日、ISBN:4577027682）
- 『リトルペンギンのきしゃぽっぽ』（発売日:2004年6月1日、ISBN:4577027690）
- 『リトルペンギン しゅっぱーつ！』（発売日:2004年7月1日、ISBN:4577027704）

以下の日本語版絵本は文溪堂が出版、うみのあさが翻訳をしている。
- 『ペンギンのおやこ ママ、だいすき！』（発売日:1997年9月1日、ISBN:9784894231931）
- 『ペンギンのおやこ しずかにね』（発売日:2000年3月1日、ISBN:9784894232525）